# Алексеев, Николай Александрович (революционер)
Никола́й Алекса́ндрович Алексе́ев (1873—1972) — российский революционный деятель.
Сотрудник «Искры». Участник борьбы за Советскую власть в Сибири. Герой Социалистического Труда (1963).

## Биография
Родился 4 (16) ноября 1873 года в селе Шостка Черниговской губернии (ныне город Сумской области Украины) в семье чиновника.
Окончил Новгород-Северскую гимназию. С 1891 по 1892 годы учился в Петербургском университете. В 1892 году поступил в Военно-медицинскую академию.
Член РСДРП/ВКП(б)/КПСС с 1897 года. За революционную деятельность неоднократно подвергался арестам. Член петербургского «Союза борьбы за освобождение рабочего класса». В январе 1898 года был арестован по делу «Союза», исключен из академии и выслан в Вятскую губернию. В 1899 году из ссылки бежал за границу.
В 1900—1905 годах жил в Лондоне (Великобритания). Здесь в 1902 году состоялась его встреча с В. И. Лениным, по заданию которого он вел переписку с революционерами в России, был делегатом с совещательным голосом и секретарём III съезда РСДРП (1905).
Р. Пейн отмечает, что Алексеев помог устроиться переехавшим в Лондон Ленину с Крупской.
По свидетельству Троцкого, «Алексеев относился к Ленину с величайшим уважением», считал его «для революции важнее Плеханова».
В 1912 году у Н. Алексеева родился сын, будущий адмирал, Герой Советского Союза Владимир Николаевич Алексеев.
В конце января 1918 года принял меры по сохранению в неприкосновенности дома П. И. Чайковского в Клину.
С 1922 года — в Москве. Работал в Коминтерне, Главполитпросвете, в аппарате ЦК ВКП(б). Преподавал в вузах.
С 1925 года состоял членом районной контрольной комиссии Хамовнического района Москвы.
В 1931—1933 годах работал в торгпредстве СССР в Лондоне. С 1933 года — в Научно-исследовательском конъюнктурном институте.
С 1954 года — персональный пенсионер.
Был делегатом XXII-го съезда КПСС (1961), II-го съезда политпросветов (1922).
Жил в Москве. Умер 15 мая 1972 года. Похоронен на Новодевичьем кладбище в Москве.

## Награды
- Указом Президиума Верховного Совета СССР от 16 ноября 1963 года в связи с 90-летием со дня рождения Алексееву Николаю Александровичу присвоено звание Героя Социалистического Труда с вручением ордена Ленина и золотой медали «Серп и Молот».
- Награждён 2 орденами Ленина, орденами Трудового Красного Знамени и «Знак Почёта», медалями.